# Tertius von Iconium

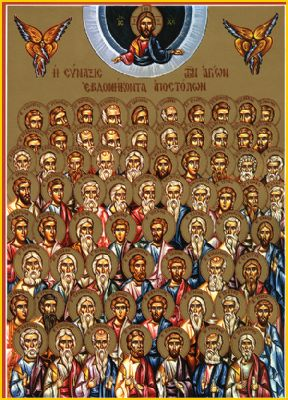
Ikone der Siebzig Jünger

Tertius von Iconium wird in den aus dem 7./8. Jahrhundert stammenden Listen der Siebzig Jünger, des erweiterten Kreises der Apostel im Urchristentum, aufgeführt. Nach griechischer Tradition gilt er außer als Apostel auch als Bischof und Märtyrer. Er soll dem heiligen Sosipater als zweiter Bischof der kleinasiatischen Stadt Iconium nachgefolgt sein.
Tertius von Iconium wird nach der gleichen griechischen Tradition mit dem im neutestamentlichen Römerbrief genannten Tertius gleichgesetzt, der (Röm 16,22 ) als Schreiber dieses Briefes Grüße aus Korinth nach Rom sendet. Diese Gleichsetzung wurde von den katholischen Bollandisten bestritten und wird weder von der modernen neutestamentlichen Wissenschaft noch Kirchengeschichte in Erwägung gezogen.
Dargestellt wird Tertius von Iconium gemeinsam mit anderen Paulusschülern im Omophorion. Die Orthodoxe Kirche verehrt ihn als Heiligen am 30. Oktober und 10. November.